# Geamăna (Alba)

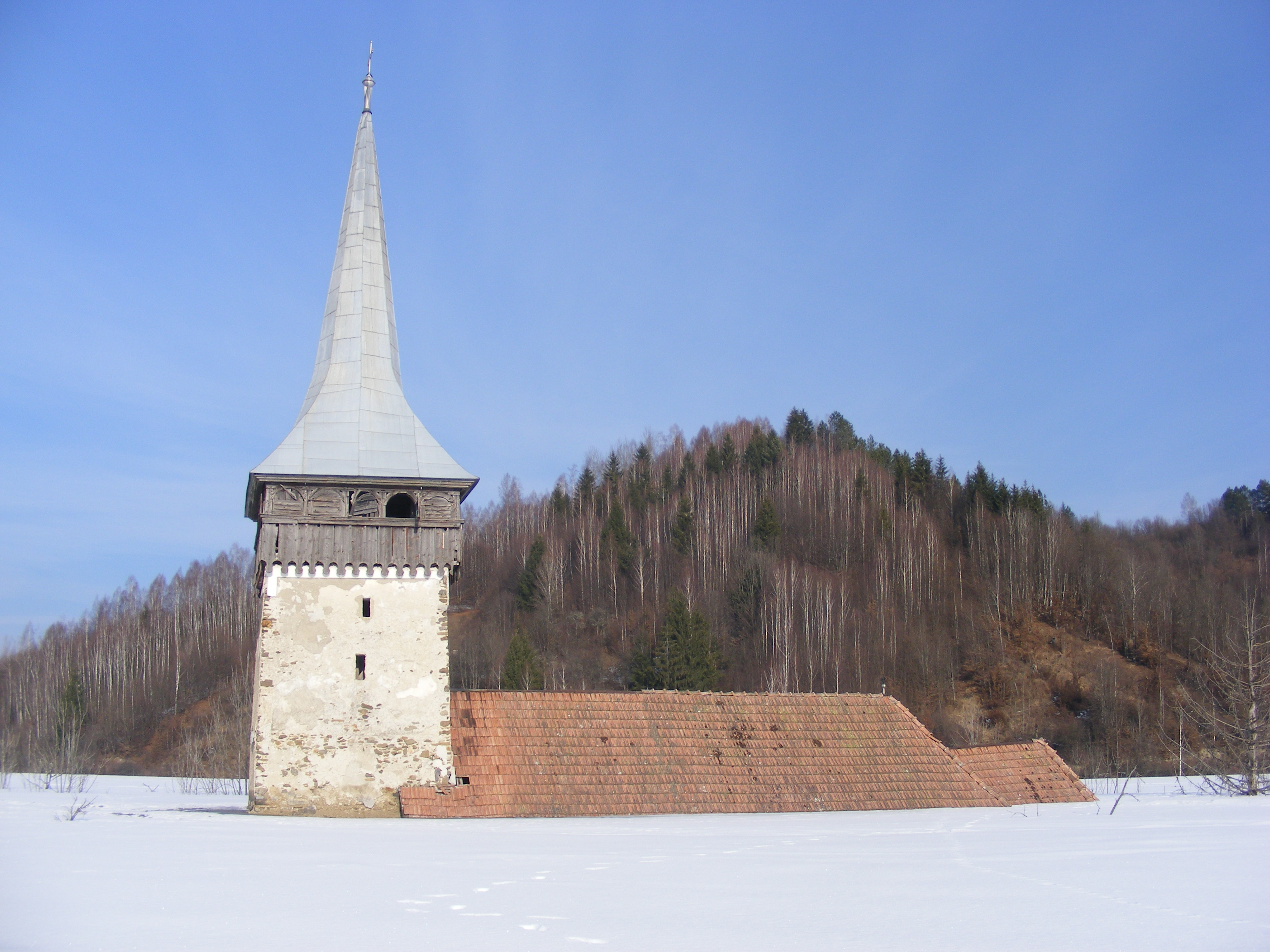
Die Kirche von Geamăna im zugefrorenen See 2013

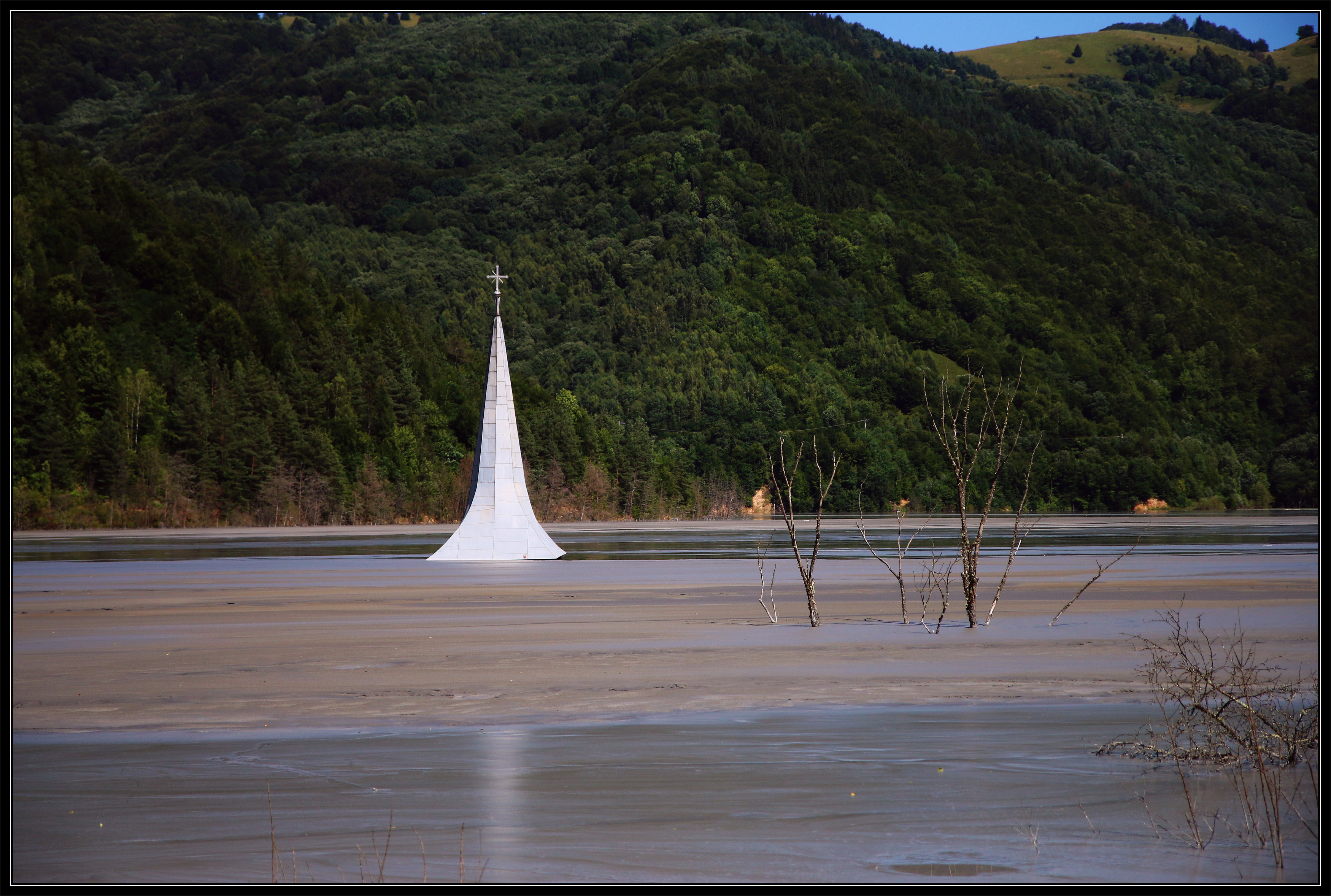
Auf diesem Foto von 2020 ist nur noch der Turmhelm zu sehen

Geamăna [ˈd͡ʒeaməna] (veraltet Sasavința oder Șasavința; ungarisch Szászavinc oder Szászpataka) war ein Dorf im Kreis Alba in der Region Siebenbürgen in Rumänien. Es gehörte zur Gemeinde Lupșa.
1970 wurden etwa 1000 Menschen – in ca. 400 Familien – ausgesiedelt, weil die Regierung ein Absetzbecken anlegen ließ, in welches die chemischen Abfälle der nahe gelegenen Kupfermine Roșia Poieni abgeleitet werden. Der größte Teil des Dorfes liegt jetzt etwa 100 m unter dem Seespiegel; noch lange zu sehen war die orthodoxe Kirche, da sie auf einem Hügel steht. 2018 ragte von dem Kirchturm aus dem etwa 130 Hektar großen See nur noch dessen Dachkonstruktion heraus. Der Spiegel des Sees steigt weiter an; das Unternehmen, das die Mine betreibt, hat die Genehmigung, den See bis zu einem Spiegel von 30 Metern über dem Stand von 2019 aufzufüllen, womit der Kirchturm in wenigen Jahren ganz versunken sein wird.
Von ARTE wurde 2019 in der Serie ARTE Re: ein Film über das Dorf und die Vertreibung der letzten Bewohner veröffentlicht.

## Bevölkerung
Bei der Volkszählung 1850 lebten auf dem Gebiet des damaligen Dorfes 1088 Menschen. Die höchste Einwohnerzahl (1309) wurde 1941 erreicht; zehn davon bezeichneten sich als Deutsche, restliche waren Rumänen. 1977 lebten in Geamăna noch 45 Rumänen. 2018 wurden noch elf Familien verzeichnet. Bei der Volkszählung 2021 wurden im Dorf Geamăna keine Menschen mehr registriert.